# Erik August Hagfors
Erik August Hagfors, född 28 september 1827 i Ingå, död 11 februari 1913 i Jyväskylä, var en finländsk körledare, kompositör och läkare. Han har ansetts vara "finska musikundervisningens och körmusikens fader." En av hans mer kända tonsättningar är Laulu Vuokselle.
Hagfors utbildade sig till läkare vid Helsingfors universitet och studerade samtidigt musik på stipendium under Fredrik August Ehrströms ledning. Under studietiden var han cellist i universitetets orkester och ledde olika studentkörer. År 1862 till 1863 företog han en resa på statligt stipendium till Tyskland, bland annat för att studera undervisningsmetoder, och besökte Berlins och Dresdens musikkonservatorier. Vid återkomsten till Finland disserterade han på ämnet Om difteristisk inflammation uti ögats bindehinna. Samma år blev han musiklärare vid Jyväskylä seminarium, som var landets första finskspråkiga lärarseminarium.
Eftersom undervisningen på seminariet var den första som fördes på finska fick Hagfors till stor del på egen hand sammanställa kursplaner och kurslitteratur. Under det första året startades också under hans ledning de första finskspråkiga körerna. Han verkade på seminariet till 1893.
Fadern Erik Hagfors var kantor och hans mor hette Maria Helena Tallberg. Då modern dog gifte fadern om sig och Erik August fick därför två mycket yngre halvbröder: Johan Fridolf Hagfors och Erik Hagfors (1863-1956).

### Fotnoter
1. 1 2  Uppslagsverket Finland, Svenska folkskolans vänner, Uppslagsverket Finland-ID: HagforsErikAugustUppslagsverketFinland.[källa från Wikidata]
2. 1 2 3  Hillila, Ruth-Esther och Barbara Blanchard Hong (1997): Historical dictionary of the music and musicians of Finland. "Hagfors, Erik August". (Finns tillgänglig på Google books)
3. 1 2  Forss, Erkki (2009): Erik August Hagfors: Toiminta Jyväskylän seminaarin musiikinlehtorina ja Suomen kuorolaulun kehittäjänä. Suomen musiikkikirjastoyhdistyksen julkaisusarja 137. (finska)

### Webbkällor
- Hagfors, Erik August i Uppslagsverket Finland.